# Villino Berlingieri

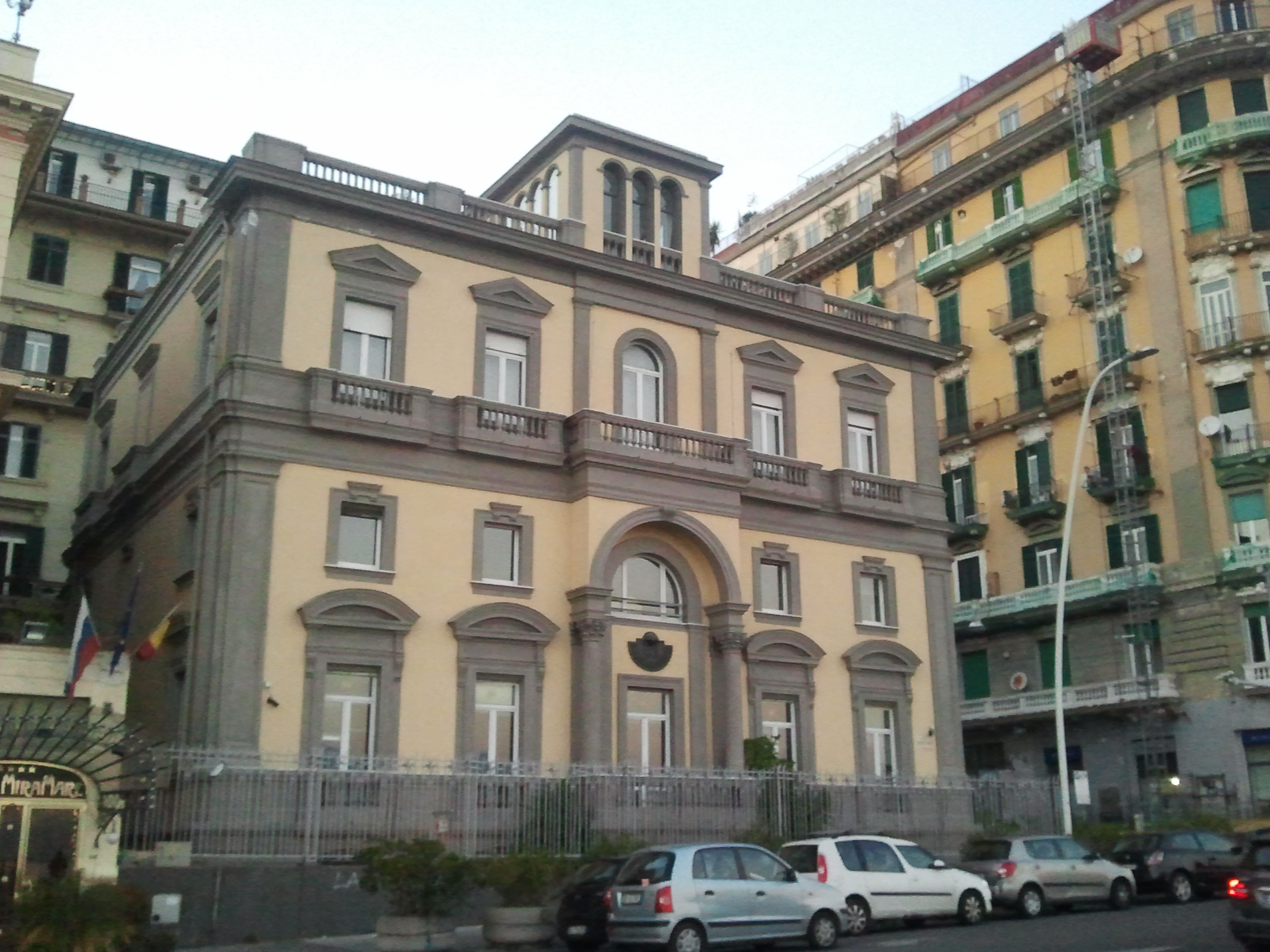
Villino Berlingieri in Neapel

Der Villino Berlingieri ist ein Landhaus im eklektischen Stil aus den 1910er-Jahren im Borgo Santa Lucia im Viertel San Ferdinando in Neapel in der italienischen Region Kampanien. Es liegt an der Via Petronio.

## Geschichte
Der Bau wurde 1911 im Auftrag des Barons Anselmo Berlingieri von Arturo Tricomi projektiert, der in diesem Viertel auch das Wohngebäude an der Via Santa Lucia 27-39 und den Palazzo Santa Lucia, heute Sitz der Regionalverwaltung von Kampanien, realisierte.
Das Gebäude wurde im Jahre 1992 vom Architekten Gaetano Borelli Rojo restauriert, um künftig als Bankgebäude genutzt werden zu können.

## Beschreibung
Der Villino ist in eklektischem Stil gehalten und hat zwei Stockwerke. Die Fassade zu Via Petronio ist eher spärlich gehalten; sie hat nur gerahmte Fenster und den Eingang. Die Fassade zur Via Nazario Sauro zeigt Neorenaissancecharakter und zeichnet sich durch eine Bogenloggia in der Mitte aus.